# Temporada da Champ Car World Series de 2008
A Temporada da Champ Car World Series de 2008 seria a 30ª edição da história da categoria.
Teria início em 20 de abril de 2008 e terminaria em 9 de novembro, após 14 provas. Entretanto, a Champ Car se unificaria com a Indy Racing League, e consequentemente, a temporada foi cancelada, sendo realizada apenas a etapa de Long Beach, que serviria apenas para oficializar a despedida da Champ Car, após 29 anos de disputa. Will Power, piloto australiano da KV Racing, foi o vencedor da corrida, e Bruno Junqueira, da Dale Coyne Racing, foi oficialmente o último piloto a cruzar a linha de chegada, já que ele terminara a prova na mesma volta do vencedor.
Na foto de despedida da categoria, o francês Nelson Philippe, da HVM Racing, mostrou o dedo do meio para as câmeras, enquanto os demais pilotos faziam a pose normal. Esta foi também a última corrida disputada por Jimmy Vasser, que passaria a se dedicar apenas à chefia da KV Racing.

## Calendário
O calendário da temporada 2008 da Champ Car World Series foi anunciado em novembro de 2007, antes do anúncio da unificação da Champ Car com a IndyCar (antiga IRL). A temporada teria 14 etapas confirmadas das 17 inicialmente planejadas.
| Etapa | Nome da Corrida                                                              | Circuito                            | Local                         | Data           | TV (USA) |
| ----- | ---------------------------------------------------------------------------- | ----------------------------------- | ----------------------------- | -------------- | -------- |
| -     | GP de Phoenix (embora tivesse uma data, a corrida não se confirmou)          | Ruas de Phoenix                     | Phoenix, Arizona              | 6 de Abril     | -        |
| 1     | Toyota Grand Prix of Long Beach                                              | Ruas de Long Beach                  | Long Beach, Califórnia        | 20 de abril    | ESPN2    |
| 2     | Grand Prix of Houston                                                        | JAGFlo Speedway at Reliant Park     | Houston, Texas                | 27 de abril    | ESPN2    |
| 3     | Champ Car Grand Prix at Mazda Raceway Laguna Seca                            | Mazda Raceway Laguna Seca           | Monterey, Califórnia          | 18 de maio     | ESPN     |
| 4     | Champ Car Grand Prix of Belgium at Circuit Zolder                            | Circuito de Zolder                  | Heusden-Zolder, Bélgica       | 1º de junho    | ABC      |
| 5     | Champ Car Grand Prix of Spain at Circuito Permanente de Jerez                | Circuito de Jerez                   | Jerez de la Frontera, Espanha | 8 de junho     | ABC      |
| 6     | Champ Car Grand Prix of Cleveland                                            | Cleveland Burke Lakefront Airport   | Cleveland, Ohio               | 22 de junho    | ABC      |
| 7     | Champ Car Mont-Tremblant                                                     | Circuito de Mont-Tremblant          | Mont-Tremblant, Quebec        | 29 de junho    | ESPN     |
| 8     | Steelback Grand Prix of Toronto                                              | Exhibition Place                    | Toronto, Ontário              | 6 de julho     | ESPN     |
| 9     | Rexall Grand Prix of Edmonton                                                | Edmonton City Centre Airport        | Edmonton, Alberta             | 20 de julho    | ESPN     |
| 10    | Champ Car Grand Prix of Portland                                             | Portland International Raceway      | Portland, Oregon              | 27 de julho    | ESPN2    |
| 11    | Road America Grand Prix                                                      | Road America                        | Elkhart Lake, Wisconsin       | 10 de agosto   | ABC      |
| -     | GP de Trois-Rivières (embora tivesse uma data, a corrida não se confirmaria) | Ruas de Trois-Rivières              | Trois-Rivières, Quebec        | 17 de agosto   | -        |
| 12    | Champ Car Grand Prix of Holland at TT Circuit Assen                          | TT Circuit Assen                    | Assen, Países Baixos          | 14 de setembro | ESPN2    |
| -     | GP de Tooele (embora tivesse uma data, a corrida não se confirmaria)         | Miller Motorsport Park              | Tooele, Utah                  | 21 de setembro | -        |
| 13    | Gold Coast Indy 300                                                          | Circuito de Rua de Surfers Paradise | Surfers Paradise, Austrália   | 26 de outubro  | ESPN2    |
| 14    | Gran Premio Tecate Presentado por Banamex                                    | Autódromo Hermanos Rodríguez        | Cidade do México              | 9 de novembro  | ESPN2    |

- Circuito Misto Permanente
- Circuito de Rua Temporário

- Todas as etapas da temporada 2008 seriam realizadas em circuitos temporários de rua ou em mistos permanentes.
- O GP de Laguna Seca iria retornar depois de seu hiato, a última corrida por lá aconteceu em 2004.
- O GP da Espanha aconteceria pela primeira vez no dia 8 de junho no Circuito de Jerez de la Frontera, mesmo circuito utilizado pela F1 até os anos 90.
- O GP de Portland estava sendo discutido ser realizado em rodada dupla.
- Também foi cogitada a possibilidade de o GP do México ser uma corrida que não contasse pontos para o campeonato.

## Equipes e pilotos
| Equipe                     | Número | Piloto           | Patrocínio                              | Piloto de testes |
| -------------------------- | ------ | ---------------- | --------------------------------------- | ---------------- |
| Newman/Haas/Lanigan Racing | 1      | Justin Wilson    | McDonald's                              | N/A              |
| Newman/Haas/Lanigan Racing | 2      | Graham Rahal     | McDonald's                              | N/A              |
| Forsythe/Pettit Racing     | 3      | Paul Tracy       | INDECK                                  | N/A              |
| Forsythe/Pettit Racing     | 7      | Franck Montagny  | INDECK                                  | N/A              |
| Minardi Team USA           | 4      | E. J. Viso       | PDVSA                                   | N/A              |
| Minardi Team USA           | 14     | Robert Doornbos  | Muermans Group/Jumbo Supermarkets/OzJet | N/A              |
| KV Racing/Team Australia   | 5      | Will Power       | Aussie Vineyards                        | N/A              |
| KV Racing/Team Australia   | 15     | Matt Halliday    | Aussie Vineyards                        | N/A              |
| Rocketsports Racing        | 8      | Enrique Bernoldi | Sangari                                 | N/A              |
| Dale Coyne Racing          | 11     | Bruno Junqueira  | TBA                                     | N/A              |
| Dale Coyne Racing          | 19     | Mario Moraes     | Sonny's Real Pit Bar-B-Q                | N/A              |
| KV Racing Technology       | 21     | Alex Tagliani    | TBA                                     | N/A              |
| KV Racing Technology       | 22     | Oriol Servià     | TBA                                     | N/A              |
| Pacific Coast Motorsports  | 29     | Alex Figge       | Imperial Capital Bank                   | David Martínez   |
| Pacific Coast Motorsports  | 96     | Mario Domínguez  | Mexico City Tourism Board               | David Martínez   |
| Conquest Racing            | 24     | Franck Perera    | ARES                                    | N/A              |
| Conquest Racing            | 34     | Nelson Philippe  | Juniper Property Development Group      | N/A              |

- Disputaram ainda a etapa de Long Beach: Roberto Pupo Moreno (Minardi Team USA), Jimmy Vasser (KV Racing), Antônio Pizzonia e Juho Annala (Rocketsports).

## Resultado do GP de Long Beach
| Posição de chegada                          | Carro Número | Piloto               | Equipe                     | Voltas completadas | Diferença/ Abandono | Posição no grid | Voltas na liderança | Pontos |
| ------------------------------------------- | ------------ | -------------------- | -------------------------- | ------------------ | ------------------- | --------------- | ------------------- | ------ |
| 1                                           | 8            | Will Power           | KV/Team Australia          | 83                 | 1:45:25.415         | 4               | 81                  | 53     |
| 2                                           | 7            | Franck Montagny (R)  | Forsythe/Pettit Racing     | 83                 | +5.094              | 6               | 0                   | 0      |
| 3                                           | 96           | Mario Domínguez      | Pacific Coast Motorsports  | 83                 | +15.516             | 10              | 0                   | 35     |
| 4                                           | 36           | Enrique Bernoldi (R) | Conquest Racing            | 83                 | +25.677             | 8               | 0                   | 32     |
| 5                                           | 5            | Oriol Servià         | KV Racing Technology       | 83                 | +26.276             | 12              | 0                   | 30     |
| 6                                           | 34           | Franck Perera (R)    | Conquest Racing            | 83                 | +28.067             | 3               | 0                   | 28     |
| 7                                           | 15           | Alex Tagliani        | Walker Racing              | 83                 | +36.518             | 2               | 0                   | 26     |
| 8                                           | 37           | David Martínez (R)   | Forsythe/Pettit Racing     | 83                 | +37.127             | 18              | 0                   | 0      |
| 9                                           | 33           | E. J. Viso (R)       | HVM Racing                 | 83                 | +44.944             | 14              | 1                   | 22     |
| 10                                          | 12           | Jimmy Vasser         | KV Racing Technology       | 83                 | +48.635             | 13              | 0                   | 0      |
| 11                                          | 3            | Paul Tracy           | Forsythe/Pettit Racing     | 83                 | +55.956             | 5               | 0                   | 19     |
| 12                                          | 18           | Bruno Junqueira      | Dale Coyne Racing          | 83                 | +1:07.553           | 11              | 0                   | 18     |
| 13                                          | 06           | Graham Rahal         | Newman/Haas/Lanigan Racing | 82                 | +1 Lap              | 9               | 0                   | 17     |
| 14                                          | 29           | Alex Figge           | Pacific Coast Motorsports  | 82                 | +1 Lap              | 16              | 0                   | 0      |
| 15                                          | 4            | Nelson Philippe      | HVM Racing                 | 80                 | +3 Laps             | 7               | 0                   | 0      |
| 16                                          | 9            | Antônio Pizzonia (R) | Rocketsports               | 80                 | +3 Laps             | 15              | 0                   | 0      |
| 17                                          | 14           | Roberto Moreno       | HVM Racing                 | 63                 | Mechanical          | 17              | 1                   | 0      |
| 18                                          | 10           | Juho Annala (R)      | Rocketsports               | 42                 | Mechanical          | 20              | 0                   | 0      |
| 19                                          | 02           | Justin Wilson        | Newman/Haas/Lanigan Racing | 12                 | Engine              | 1               | 0                   | 12     |
| 20                                          | 19           | Mario Moraes (R)     | Dale Coyne Racing          | 5                  | Accident            | 19              | 0                   | 12     |
| Velocidade média: Predefinição:Convert/mi/h |              |                      |                            |                    |                     |                 |                     |        |
| Mudanças na liderança: 3                    |              |                      |                            |                    |                     |                 |                     |        |
| Bandeiras amarelas: 3 em 9 voltas           |              |                      |                            |                    |                     |                 |                     |        |